# Tommy Reynolds

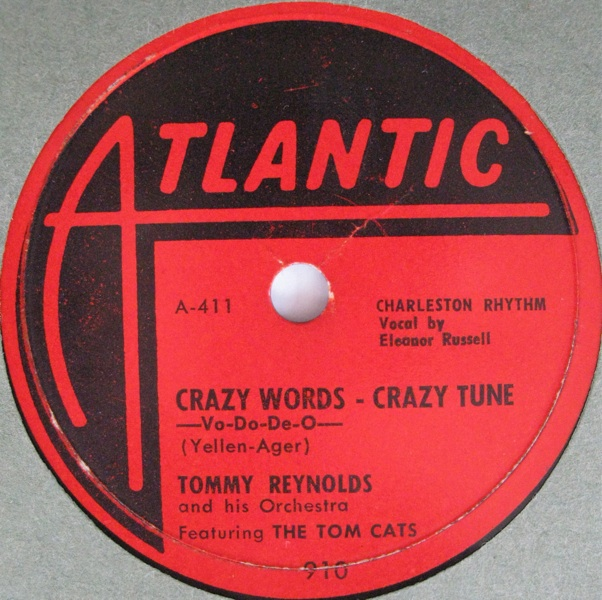
Atlantic 78er von Tommy Reynolds: „Crazy Words Crazy Tune“

Tommy Reynolds (* 17. Januar 1917 in Akron, Ohio als Thomas Anthony Rinaldo; † 30. September 1986 in New York City) war ein US-amerikanischer Jazz-Klarinettist und Bandleader des Swing und der Populären Musik sowie Produzent.

## Leben
Reynolds studierte an der University of Akron und wurde dann Mitglied des Orchesters von Isham Jones, wo er zwei Jahre blieb. Ende 1939 gründete er eine eigene Formation, die durch Radio-Übertragungen ihrer Auftritte in Cleveland bald große Popularität im Mittleren Westen genoss. Reynolds trat dann auch im Roseland Ballroom und dem Paramount Hotel in New York, der Bandbox in Chicago und im Palladium in Hollywood auf. Reynolds nahm mit seinen Bands für die Label Columbia, Vocalion, Atlantic und Okeh auf.
Er konnte seine Bigband, in der auch später bekannte Musiker wie Serge Chaloff, Dewey Jackson, Urbie Green, Harry DiVito und Fats Navarro spielten, bis in die 1950er Jahre halten. Als er sie schließlich auflöste, wurde er musikalischer Leiter des Radio- und Fernseh-Senders WOR in New York City. Zu seinen bekanntesten Produktionen zählt Bandstand U.S.A.